# Rambler American
Der Rambler American ist ein PKW, den die US-amerikanische American Motors Corporation (AMC) von 1958 bis 1969 herstellte. Der American war die zweite Auflage des Vorgängers Nash Rambler, der unter den Markennamen Nash und Hudson 1954 und 1955 verkauft wurde.
Der American kann in drei Generationen unterteilt werden: 1958 bis 1960, 1961 bis 1963 und 1964 bis 1969. Während seiner gesamten Laufzeit wurde er unter dem Markennamen Rambler vermarktet und war gleichzeitig das letzte Rambler-Modell, das für die Märkte Kanada und USA hergestellt wurde.
In anderen Ländern, z. B. Mexiko (von Vehículos Automotores Mexicanos S.A. (VAM)) und Argentinien (von Industrias Kaiser Argentina (IKA)), wurden diese Modelle in Lizenz bis 1981 weiterentwickelt und weiterproduziert. Der Rambler American wurde auch auf anderen Exportmärkten, z. B. Südafrika, verkauft.

## 1958–1960
Die Geschichte des Rambler American begann, als der AMC-Präsident George W. Romney während der Wirtschaftskrise 1958 (unter Präsident Eisenhower) sah, dass AMC einen kleineren Wagen im Angebot brauchte. Die Firma hatte noch die Werkzeuge vom Nash Rambler von 1955, der nur geringfügig verändert wurde und dann als Basis für den neuen American diente. Die AMC-Designer verschafften dem Auto einen neuen Kühlergrill und größere hintere Radausschnitte, die dafür sorgten, dass der Wagen etwas leichter als sein Vorgänger aussah, der die Hinterräder hinter schweren Radabdeckungen verbarg.
1958 gab es den American nur als 2-türige Limousine, er wurde aber 30.640-mal verkauft. 1959 verkaufte AMC 91.491 Einheiten, wobei es auch einen 3-türigen Kombi gab. 1960 stellte man zusätzlich eine 4-türige Limousine her und die Verkaufszahlen stiegen auf 120.603 Stück.

## 1961–1963
Die zweite Generation des Rambler American entstand durch eine wesentliche Überarbeitung des Vorjahresmodells unter dem Styling-Vizechef von AMC, Edmund E. Anderson. Mechanisch entsprach der neue Wagen dem Vorgänger, aber Andersons Überarbeitung brachte ein kürzeres Auto mit höherer Ladekapazität hervor. Zusätzlich zu den bisherigen Modellen wurden ein zweitüriges Cabriolet und ein 5-türiger Kombi angeboten. 1963 debütierte ein Hardtop-Coupé ohne B-Säulen, wobei die Dachlinie so gehalten war, dass sie ein Cabriolet mit geschlossenem Dach vortäuschte. Ein Sondermodell, der 440-H war mit sportlichen Details ausgestattet, wie Schalensitzen und einer stärkeren Version (138 PS, 103 kW) der normalen Rambler-Reihensechszylindermaschine mit 3,2 Litern Hubraum.

## 1964–1969

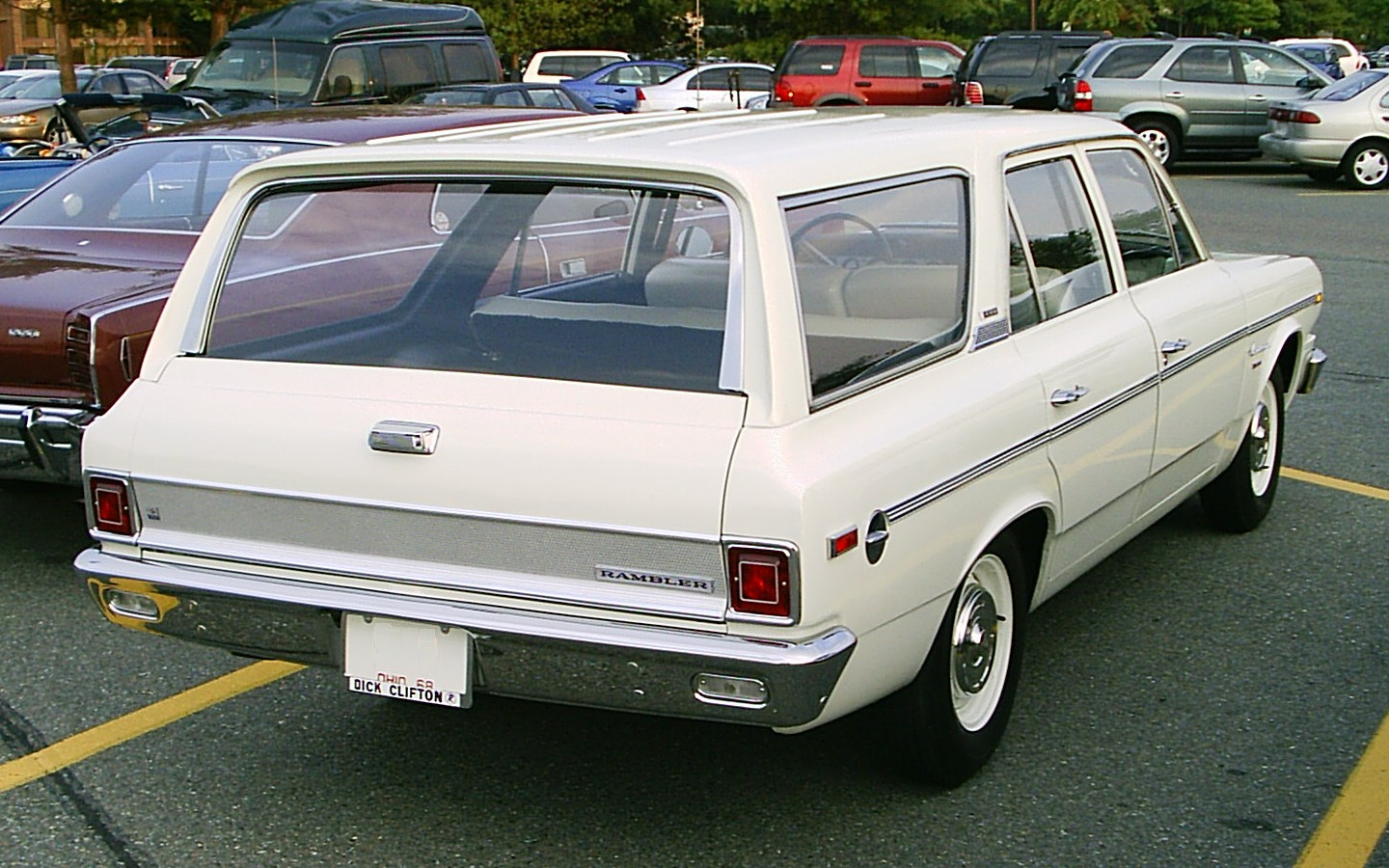
Rambler American Kombi (1968)

Die dritte Generation vollendete nur, was mit dem Design der zweiten Generation begonnen wurde. Die gesamte Baureihe erhielt einfachere und klarere Linien (im Vergleich zu den hochbordigen Vorgängern) mit den charakteristischen, tief in ihren Ringen verschwindenden Hauptscheinwerfern und einem einfachen Kühlergrill mit horizontalen Stäben dazwischen.
Das neue Styling war die Arbeit des bekannten Designers Richard A. Teague, der auch den 1968er Javelin und den AMX entwarf. Der Radstand des Rambler American wuchs 1964 um 152 mm auf 2692 mm. Die neuen Modelle hatten auch viele Gleichteile mit größeren AMC-Modellen, z. B. die Türen. In diesem Jahr wurde auch der neue obengesteuerte 3,8‑Liter-Sechszylinder-Reihenmotor eingeführt, den AMC bis 1979 einsetzte (eine kleinere 3,3-Liter-Variante war 1966–1970 in Gebrauch). Die gleiche Maschine gab es später mit 4,2 Litern Hubraum von 1971 bis 1989, und eine 4,0-Liter-Variante wurde 1987 für Jeep-Modelle mit dem 4.0-Motor eingeführt, den Chrysler bis 2006 herstellte.
1966 bekamen alle Modelle ein Facelift und hatten eckigere Front- und Heckansichten, die die Fahrzeuge noch moderner aussehen ließen. Das Topmodell, das nur als 2-türiger Hardtop lieferbar war, wurde von 440-H in Rogue umbenannt. Darüber hinaus wurde eine neue V8-Maschine mit 4,8 Litern Hubraum und dem Namen „Typhoon“ von AMC entwickelt und zuerst Mitte 1966 in einem speziellen Rogue-Modell eingesetzt.
Das letzte Cabriolet der American-Serie wurde 1967 gebaut und auch von 440 in Rogue umbenannt. Nur 1967 gab es auch den neuen AMC-V8-Motor mit 5,6 Litern Hubraum im American Rogue. Nur 43 Exemplare wurden ausgeliefert, wovon nur sieben Cabriolets waren. Der Rogue hatte auch einen Kühlergrill, der um die Fahrzeugecken herumgriff. Alle American-Modelle bekamen einen neuen Kühlergrill mit deutlich sichtbaren, horizontalen verchromten Stäben. Die mittlere 330er-Ausstattung gab es 1967 nicht mehr.
1968 wurde die Baureihe weiter vereinfacht; die einfache 220er-Ausstattung bestand aus 2- und 4-türigen Limousinen, die 440er aus 4-türiger Limousine und 5-türigem Kombi und nur das Hardtop-Coupé in der Rogue-Ausführung. Wiederum bekamen alle American-Modelle einen neuen Kühlergrill, dessen horizontale, verchromte Stäbe nach außen bis zu den Hauptscheinwerfern reichten. Die 440er und der Rogue hatten Edelstahlzierleisten, die an beiden Seiten gerade von vorne bis hinten auf halber Höhe zwischen den Radausschnitten und der Gürtellinie durchliefen. Die größte Änderung aber war die Entscheidung den empfohlenen Verkaufspreis für das 2-türige Grundmodell auf nur 200 US-Dollar über den des VW Käfer zu senken. Die „Großen Drei“ (Chrysler, GM, Ford) schlossen sich dieser Strategie nicht an, was AMC einen großen Preisvorteil gegenüber den amerikanischen Wettbewerbern verschaffte. Die Verkaufszahlen des Rambler American stiegen und das steigende Kundeninteresse hob die Moral der unabhängigen AMC-Händlerschaft.
In der letzten Saison, 1969, ließ man den Namen „American“ fallen, weil der Wagen nun als American Motors Rambler verkauft wurde. Auch der verchromte Kühlergrill fiel weg. Um den Traditionsnamen Rambler weiter zu pflegen, fügte AMC den auf dem Rogue basierenden SC/Rambler der Modellreihe hinzu.
1970 wurde der American durch den AMC Hornet ersetzt.

### SC/Rambler

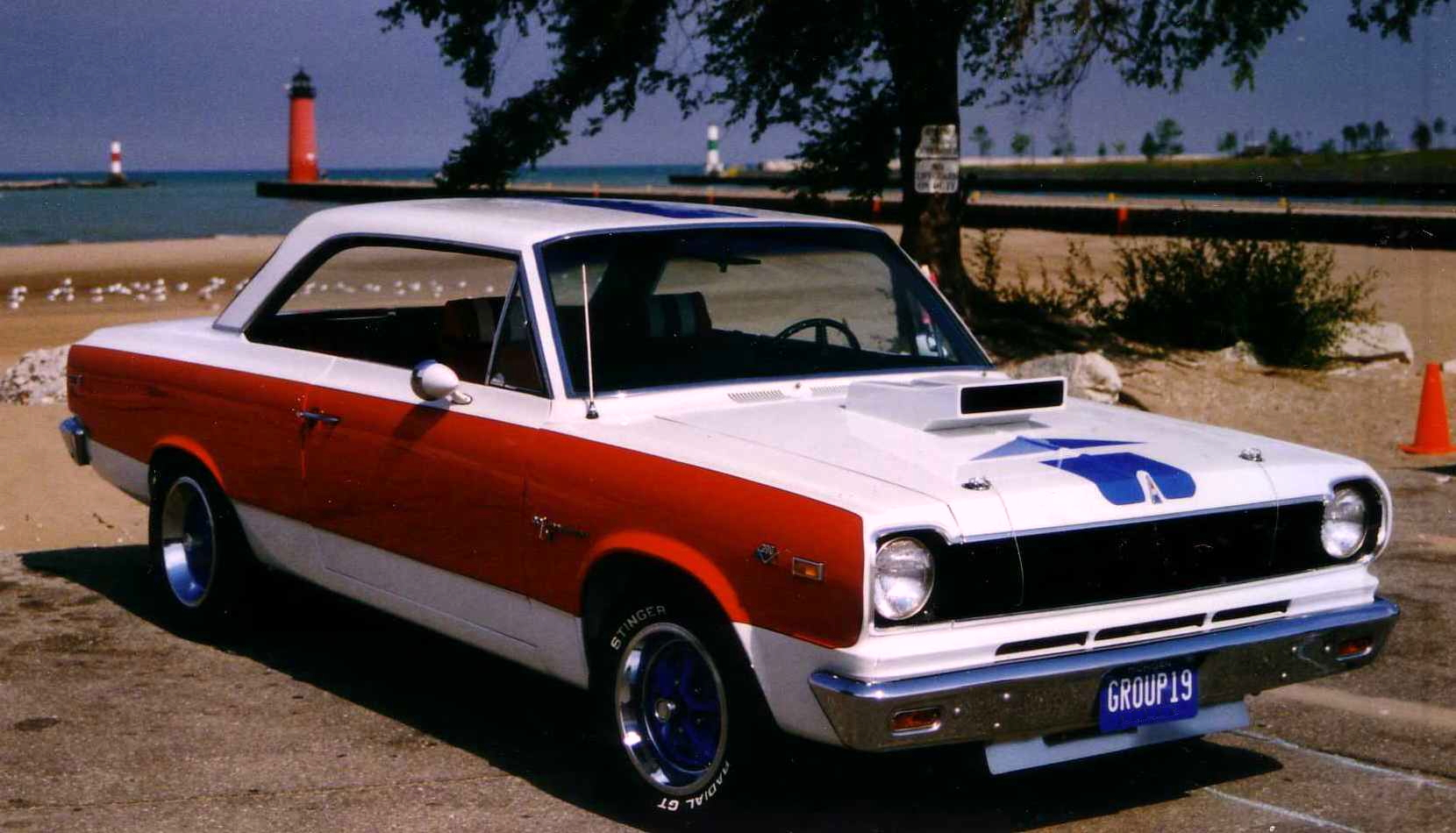
SC/Rambler

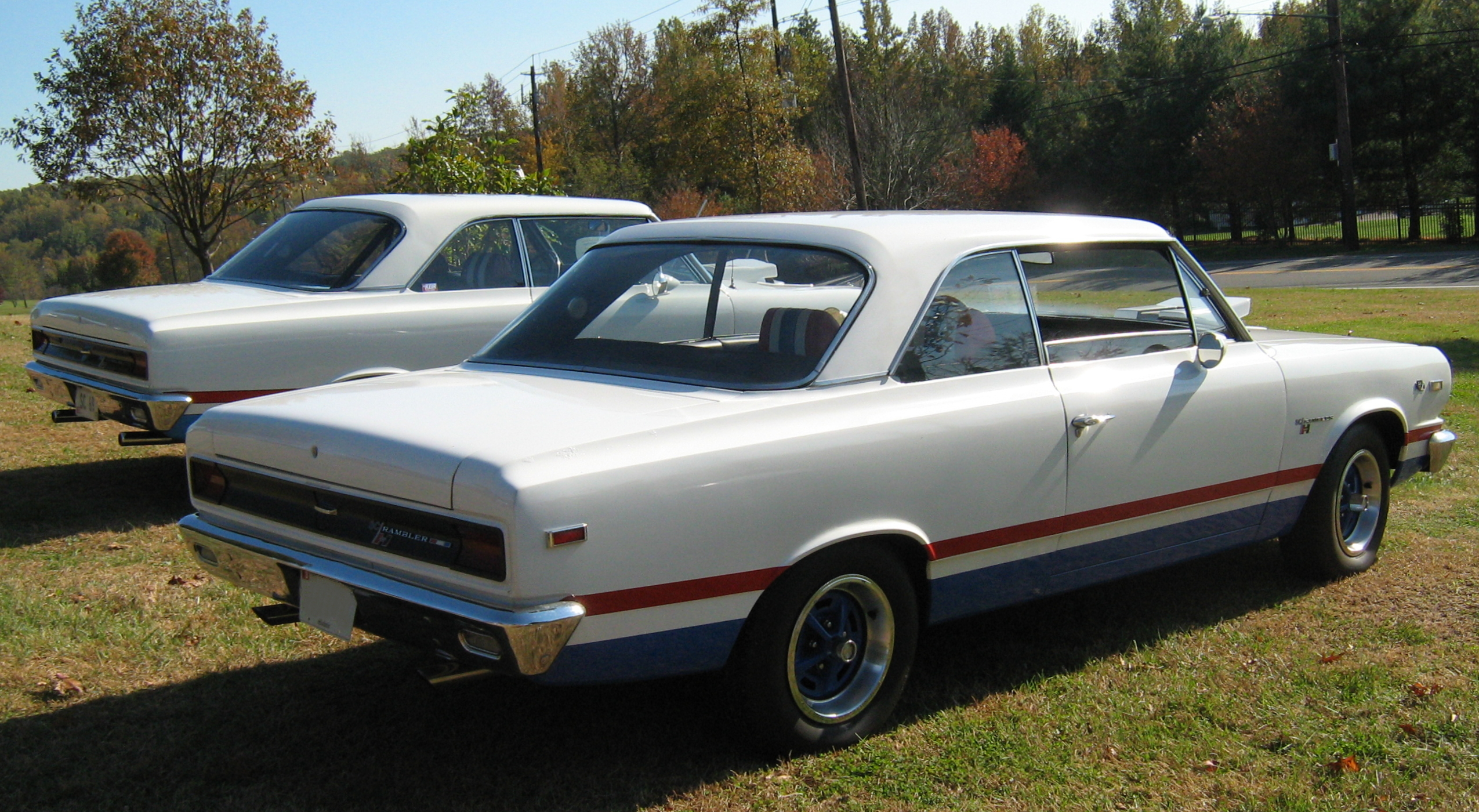
SC/Rambler

Der SC/Rambler war ein Sondermodell, das 1969 zusammen mit „Hurst Performance“ aufgelegt wurde. Mit 1.512 Stück war es vermutlich das einzige Serienmodell, das für die spezielle Drag-Racing-Klasse, die „National Hot Rod Association (NHRA) F/Stock Class“ gebaut und beworben wurde.
Alle Hurst SC/Rambler hatten einen AMC-V8-Motor mit 6,4 Litern Hubraum und einer Leistung von 315 PS (235 kW), der auch im AMC AMX eingesetzt wurde, in Verbindung mit einem Hurst-Vierganggetriebe, einem Differential mit begrenztem Schlupf („Twin Grip“) und einem Übersetzungsverhältnis von 3,54 : 1, Schwerlastbremsen mit Scheiben vorne und einem Stabilisator sowie verstärkten Antriebswellen und Karosserieteilen. American Motors wandte sich an Hurst, um ein „Stock Car“ (SC)-Modell – oft „Scrambler“ genannt – zu entwickeln, um einen guten Eindruck im Segment der kleinen Muscle Cars zu machen. Es gab das Fahrzeug nur als 2-türiges Hardtop-Coupé. Die Innenausstattung bestand aus umlegbaren Schalensitzen in standardgrauem Vinyl mit blau-weiß-roten Kopfstützen und einem „Sun“-Drehzahlmesser, der auf die Lenksäule aufgeschnallt war. Außen waren die SC/Rambler allerdings mit den wildesten Farbkombinationen, die die Muscle-Car-Szene je sah, versehen. Sie hatten auch die rechteckige Lufthutze mit den Aufschriften „390 cu.in.“ und „Air“ auf beiden Seiten auf der Motorhaube montiert. Falls jemand das übersah, wies ihn ein blauer Pfeil auf den Lufteinlass hin. Den Scrambler gab es nur in zwei rot-weiß-blauen Farbkombinationen („A“- oder „B“-Ausführung) und ohne Sonderausstattung mit Ausnahme eines Mittelwellenradios.
American Motors baute eine Serie von 500 SC/Rambler in „A“-Ausführung, bevor man zur „B“-Ausführung wechselte. Danach wurden 500 „B“-Modelle gebaut, bevor AMC zu einer letzten Serie von 512 „A“-Modellen zurückkehrte.
Einige andere einzigartige Ausstattungsdetails waren die Rennspiegel, die Bewegungsbegrenzer für die Hinterachse und zweifarbig-gestreifte Felgen mit roten Goodyear-Polyglas-Reifen. American Motors legte den empfohlenen Verkaufspreis auf 2.298 US-Dollar fest. Ein SC/Rambler war ein ernstzunehmender Konkurrent auf dem Dragstrip, weil er bereits in Werksausführung die Viertelmeile (400 Meter mit stehendem Start) in 14 Sekunden mit 100 mph (161 km/h) Endgeschwindigkeit schaffte.

## Torino

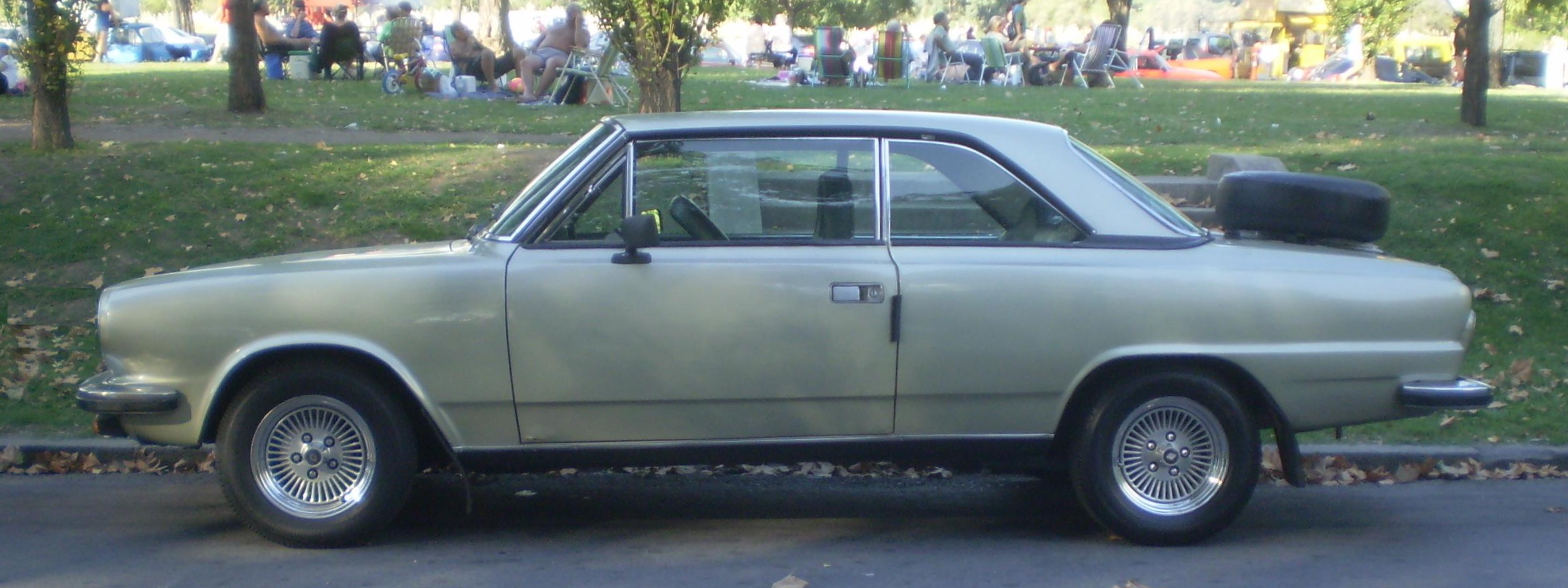
IKA Torino

Von 1966 bis 1981 stellte die Industrias Kaiser Argentina (IKA) in Argentinien ein vom 1964er Rambler American und dem Rambler Classic, der 1963 eingeführt wurde, abgeleitetes Fahrzeug her. Dieser Wagen hieß Torino und wurde von IKA als CKD-Bausatz, der aus Kenosha angeliefert wurde, zusammengebaut. IKA verwendete Fahrzeugfront und -heck des American und kombinierte diese mit der mittleren Sektion des Classic für den argentinischen Wagen, der im Grunde ein verlängerter American war. (Der American hatte einen Radstand von 2692 mm, der Classic einen von 2845 mm – wie der Torino). Front und Heck des Autos sowie der Innenraum waren von Pininfarina im italienisch/europäischen Stil neu gestaltet worden und der Tornado-Motor wurde überarbeitet. So verfügte die Version Torino 380w über 3 Weber Horizontaldoppelvergaser. Auch wurde grundsätzlich ein ZF-Vierganggetriebe verbaut. Es gab ihn als 2-türiges Hardtop-Coupé (3,8-Liter-Reihensechszylinder, 134–208 SAE-PS/99–153 kW) und als 4-türige Limousine (Drei- oder 3,8-Liter-Sechszylinder, 119–181 SAE-PS (87,5–133 kW)). Insgesamt wurden in Argentinien 99.792 Torino montiert.

## Aria und Schahin

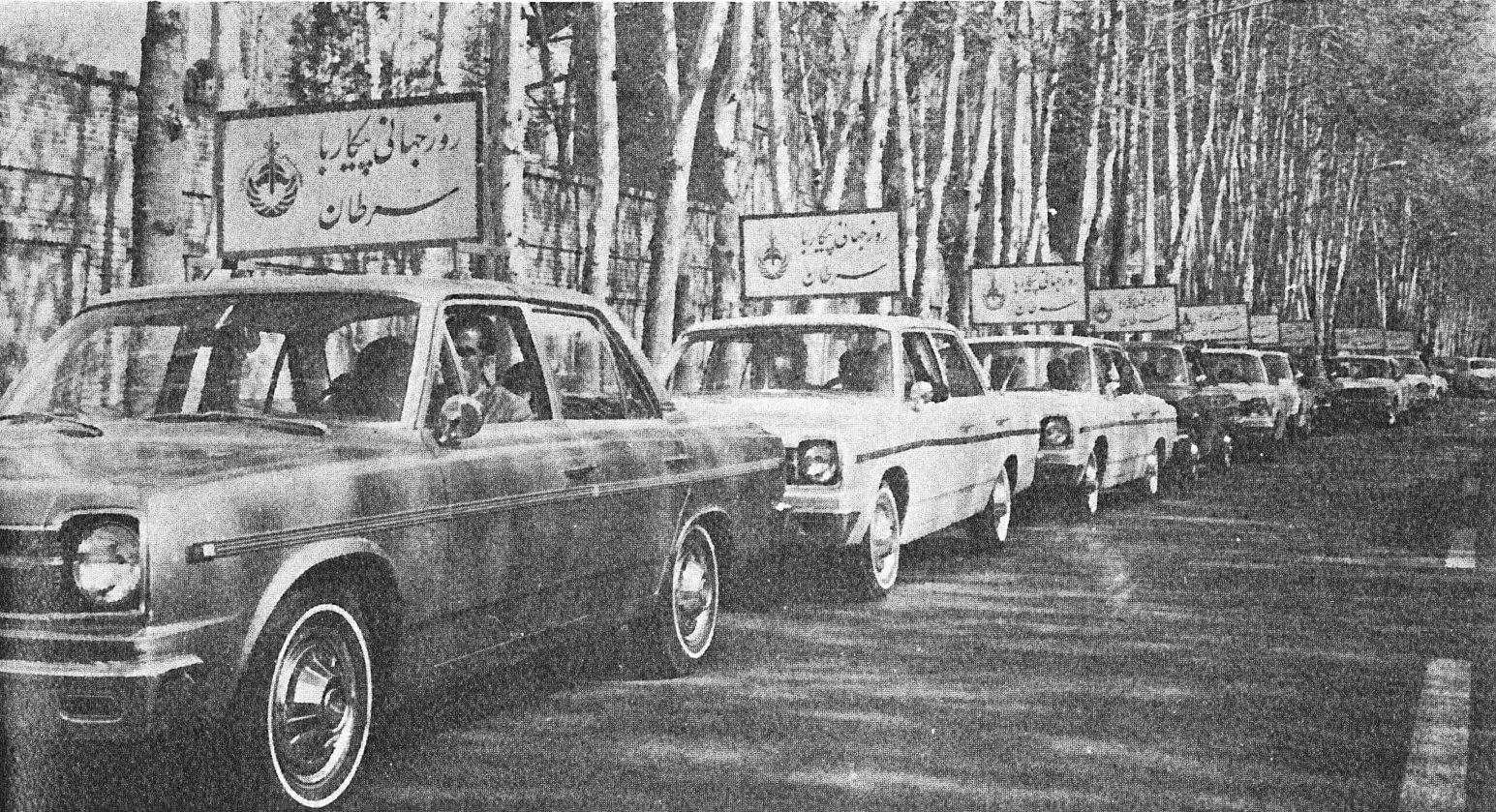
"Aria" und "Schahin"

Von 1967 bis 1974 wurde die Version des AMC Rambler American des Jahres 1966 unter der Lizenz von AMC bei der iranischen Jeep Company (Sherkate Sahami Jeep) gebaut. Der American wurde in zwei Versionen als „Aria“ und als „Schahin“ angeboten. Der Aria war luxuriöser und hatte ein dreistufiges Borg-Warner 35 Automatikgetriebe. Als Motor wurde der 195,6 in3 (3,2 l) Reihensechszylinder mit 128 hp (95 kW) von AMC benutzt. 
Die Iran Jeep Company (Sherkate Sahami) gründete im Juni 1972 nach einem Vertrag mit General Motors die General Motors Iran Ltd. Die Lizenzproduktion des Rambler wurde im Jahr 1974 eingestellt und durch Lizenzproduktionen von Opel und Chevrolet ersetzt.

## Trivia
Ben Vaughn ist Musiker und seit langer Zeit ein Fan der Rambler-Automobile. Sein Song El Rambler Dorado erschien 1988 auf dem Album Blows Your Mind. Später nahm er ein komplettes Album in seinem Rambler American auf. Es hieß Rambler 65 und er machte sein Auto zu einem behelfsmäßigen Studio. Durch den Einbau der Aufnahmetechnik wurde der Rambler zum Gimmick und Ausstellungsstück. Dennoch ist die Musik, die er in diesem Auto kreierte, nach Aussage der meisten Kritiker bester Rock ’n’ Roll und Country der 1950er- und 1960er-Jahre. Das Album wurde 1997 von Rhino Records herausgebracht. Noch interessanter für Oldtimer-Enthusiasten ist das 24-Minütige Video zum Album Rambler 65. Einige der Sequenzen beinhalten alte TV-Werbeclips mit AMC-Autos.

## Sport

### Wirtschaftlichkeitsrekorde
Der Rambler American war jedes Jahr der Sieger mit dem geringsten Benzinverbrauch im Mobil Economy Run, sogar in Zeiten, als der sparsame Umgang mit Treibstoff noch kein Argument beim Kauf eines Autos war. So schaffte z. B. 1964 eine „Rambler American 440“-Limousine mit Sechszylindermotor 27,8 Meilen/Gallone (8,45 l/100 km); das war der beste Wert in diesem Jahr.
American Motors verwendete die Ergebnisse dieser populären Veranstaltung in seiner Werbung als Marketingtechnik, die weiter die Sparsamkeit dieser Kompaktwagen betonte.

### Geländewettbewerbe
In Mexiko gab es ein schweres Geländerennen, Baja 500. Im Juli 1967 beendete ein Rambler American, der von Spencer Murray und Ralph Poole gefahren wurde, dieses Rennen in der PKW-Kategorie in rekordverdächtigen 31 Stunden. 
Daraufhin engagierte sich AMC ernsthaft in dieser Renndisziplin und verpflichtete den Rennstall American International Racers (AIR, Mitbesitzer u. a. James Garner) auf drei Jahre. Garners Werkstatt richtete zehn 1969er SC/Rambler her, die AMC zur Verfügung stellte. Die Autos wurden für das extrem anspruchsvolle „Baja 500“-Rennen aufgerüstet. Die Bodenfreiheit wurde vergrößert, indem man andere Radaufhängungen und Goodyear-Reifen der Größe 10×15″ verwendete. Man entfernte alle Fensterscheiben und baute einen Überrollkäfig ein. Die Wagen wurden mit 167-Liter-Tanks ausgestattet. Zwei der Autos wurden auf Allradantrieb umgebaut. Das AIR-Team baute 6,4-Liter-AMC-Motoren mit Renntoleranzen auf, womit sie 410 SAE-PS (306 kW) (am Schwungrad gemessen) leisteten. Die Autos schafften auf ebenen, geraden Strecken bis zu 225 km/h bei 7000/min im 4. Gang.
Am 11. Juni 1969 wurden acht Rambler in der PKW-Kategorie und die zwei Allrad-Exemplare in der Experimentalklasse gemeldet. Garner selbst fuhr bei dieser Gelegenheit nicht mit, da er für einen Film in Spanien verpflichtet war. Sieben Rambler beendeten das Rennen, wobei sie drei der ersten fünf Plätze in der PKW-Kategorie belegten. Ein allradgetriebener Wagen wurde Zweiter in seiner Klasse. Das AIR-Team hatte auch ein Auto mit Bob Bondurant und Tony Murphy, das Erster wurde. Für einen der Gewinner, Walker Evans, war es das erste Rennen überhaupt, und so startete er seine Karriere.

### Rallyes
Rambler Americans fuhren mit gutem Erfolg bei der Shell 4000 Rallye in Kanada mit. 1968 z. B. belegte das AMC-Team auf der 4.000 Meilen (6.437 km) langen Extremstrecke von Calgary nach Halifax mit ihren oft stark schlammigen Straßen den 2., 3. und 5. Platz und gewann den Konstrukteurspreis.